# Olympische Sommerspiele 2012/Teilnehmer (Kanada)
| Gelbes Symbol für Goldmedaillen mit stilisierten Olympischen Ringen | Graues Symbol für Silbermedaillen mit stilisierten Olympischen Ringen | Braundes Symbol für Bronzemedaillen mit stilisierten Olympischen Ringen |
| ------------------------------------------------------------------- | --------------------------------------------------------------------- | ----------------------------------------------------------------------- |
| 1                                                                   | 5                                                                     | 12                                                                      |

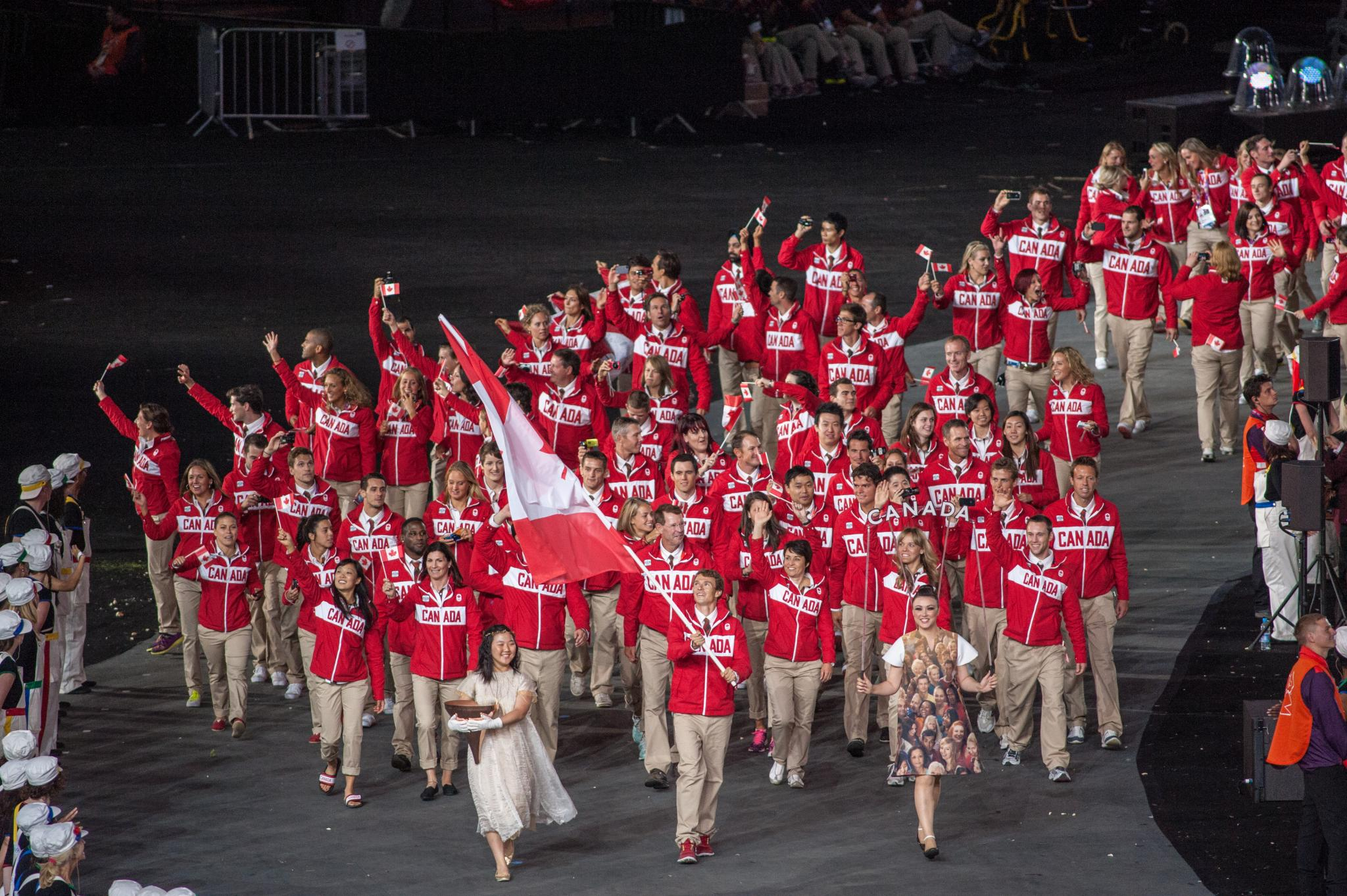
Kanadische Athleten bei der Eröffnungsfeier. Der Triathlet Simon Whitfield trägt die kanadische Flagge.

Kanada nahm in London an den Olympischen Spielen 2012 teil. Es war die insgesamt 25. Teilnahme an Olympischen Sommerspielen. Das Canadian Olympic Committee nominierte 274 Athleten in 24 Sportarten.

## Medaillen

### Medaillenspiegel
| Medaillenspiegel Kanada |                 |                              |                           |                           |        |
| Platz                   | Sportart        | Goldmedaille – Olympiasieger | Silbermedaille – 2. Platz | Bronzemedaille – 3. Platz | Gesamt |
| 1                       | Trampolinturnen | 1                            | -                         | -                         | 1      |
| 2                       | Rudern          | -                            | 2                         | -                         | 2      |
| 3                       | Kanu            | -                            | 1                         | 2                         | 3      |
|                         | Schwimmen       | -                            | 1                         | 2                         | 3      |
| 5                       | Ringen          | -                            | 1                         | 1                         | 2      |
| 6                       | Wasserspringen  | -                            | -                         | 2                         | 2      |
| 7                       | Fußball         | -                            | -                         | 1                         | 1      |
|                         | Gewichtheben    | -                            | -                         | 1                         | 1      |
|                         | Judo            | -                            | -                         | 1                         | 1      |
|                         | Leichtathletik  | -                            | -                         | 1                         | 1      |
|                         | Radsport        | -                            | -                         | 1                         | 1      |
| Total                   | Total           | 1                            | 5                         | 12                        | 18     |

### Medaillengewinner

#### Gold
| Name                | Sportart        | Wettkampf |
| ------------------- | --------------- | --------- |
| Rosannagh MacLennan | Trampolinturnen | Frauen    |

#### Silber
| Name | Sportart  | Wettkampf                 |
| --- | --------- | ------------------------- |
| Gabriel Bergen Jeremiah Brown Andrew Byrnes Will Crothers Douglas Csima Robert Gibson Malcolm Howard Conlin McCabe Brian Price (Steuermann)                  | Rudern    | Achter Männer             |
| Ashley Brzozowicz Janine Hanson Krista Guloien Darcy Marquardt Natalie Mastracci Andréanne Morin Cristy Nurse Rachelle Viinberg Lesley Thompson (Steuerfrau) | Rudern    | Achter Damen              |
| Ryan Cochrane | Schwimmen | 1500 m Freistil Männer    |
| Adam van Koeverden | Kanu      | Einer-Kajak 1000 m Männer |
| Tonya Verbeek | Ringen    | Klasse bis 55 kg Frauen   |

#### Bronze
| Name                                            | Sportart       | Wettkampf                    |
| ----------------------------------------------- | -------------- | ---------------------------- |
| Jennifer Abel Émilie Heymans                    | Wasserspringen | Synchronspringen 3 m Frauen  |
| Meaghan Benfeito Roseline Filion                | Wasserspringen | Synchronspringen 10 m Frauen |
| Antoine Valois-Fortier                          | Judo           | Klasse bis 81 kg Männer      |
| Christine Girard                                | Gewichtheben   | Klasse bis 63 kg Frauen      |
| Brent Hayden                                    | Schwimmen      | 100 m Freistil Männer        |
| Richard Weinberger                              | Schwimmen      | 10 km Marathon Männer        |
| Mark de Jonge                                   | Kanu           | Einer-Kajak 200 m Männer     |
| Mark Oldershaw                                  | Kanu           | Einer-Canadier 1000 m Männer |
| Derek Drouin                                    | Leichtathletik | Hochsprung Männer            |
| Carol Huynh                                     | Ringen         | Klasse bis 48 kg Frauen      |
| Tara Whitten Gillian Carleton Jasmin Glaesser   | Radsport       | Mannschaftsverfolgung Frauen |
| Kanadische Fußballnationalmannschaft der Frauen | Fußball        | Frauen                       |

## Teilnehmer nach Sportarten

### Badminton
| Athleten                    | Wettbewerb | Gruppenphase                                                    | Gruppenphase                                                    | Gruppenphase | Gruppenphase | Achtelfinale  | Achtelfinale  | Viertelfinale     | Viertelfinale            | Halbfinale          | Halbfinale                | Finale                 | Finale                             | Rang |
| Athleten                    | Wettbewerb | Gegner                                                          | Ergebnis                                                        | Punkte       | Rang         | Gegner        | Ergebnis      | Gegner            | Ergebnis                 | Gegner              | Ergebnis                  | Gegner                 | Ergebnis                           | Rang |
| --------------------------- | ---------- | --------------------------------------------------------------- | --------------------------------------------------------------- | ------------ | ------------ | ------------- | ------------- | ----------------- | ------------------------ | ------------------- | ------------------------- | ---------------------- | ---------------------------------- | ---- |
| Frauen                      |            |                                                                 |                                                                 |              |              |               |               |                   |                          |                     |                           |                        |                                    |      |
| Michelle Li                 | Einzel     | Wang Y.                                                         | 0:2 (8:21, 16:21)                                               | 0            | 2            | ausgeschieden | ausgeschieden | ausgeschieden     | ausgeschieden            | ausgeschieden       | ausgeschieden             | ausgeschieden          | ausgeschieden                      | 17   |
| Michelle Li Alexandra Bruce | Doppel     | Wang X. Yu Y. Jung K. Kim H. W. Sorokina N. Wislowa             | 2:0* (21:0, 21:0)* 2:0* (21:0, 21:0)* 0:2 (8:21, 10:21)         | 2            | 2            | –             | –             | L. Choo R. Veeran | 2:1 (21:9, 18:21, 21:18) | M. Fujii R. Kakiiwa | 1:2 (12:21, 21:19, 13:21) | W. Sorokina N. Wislowa | Spiel um Platz 3 0:2 (9:21, 10:21) | 4    |
| Mixed                       |            |                                                                 |                                                                 |              |              |               |               |                   |                          |                     |                           |                        |                                    |      |
| Grace Gao Toby Ng           | Doppel     | J. Fischer C. Pedersen S. Ikeda R. Shiota R. Mateusiak N. Zięba | 0:2 (12:21, 11:21) 1:2 (10:21, 21:11, 15:21) 0:2 (13:21, 16:21) | 0            | 4            | ausgeschieden | ausgeschieden | ausgeschieden     | ausgeschieden            | ausgeschieden       | ausgeschieden             | ausgeschieden          | ausgeschieden                      | 13   |

### Basketball
| Wettbewerb    | Frauen |
| ------------- | --- |
| Athletinnen   | Natalie Achonwa Chelsea Aubry Miranda Ayim Teresa Gabriele Lizanne Murphy Krista Phillips Courtnay Pilypaitis Michelle Plouffe Kim Smith Alisha Tatham Tamara Tatham Shona Thorburn |
| Trainer       | |
| Gruppenphase  | Russland (53:58) Großbritannien (73:65) Frankreich (60:64) Brasilien (79:73) Australien (63:72)                                                                                     |
| Viertelfinale | USA (48:91) |
| Halbfinale    | ausgeschieden |
| Finale        | ausgeschieden |
| Platzierung   | – |

### Beachvolleyball
| Athleten                          | Gruppenphase                                                                      | Gruppenphase                                                                  | Gruppenphase | Gruppenphase | Achtelfinale  | Achtelfinale  | Viertelfinale | Viertelfinale | Halbfinale    | Halbfinale    | Finale        | Finale        | Rang |
| Athleten                          | Gegner                                                                            | Ergebnis                                                                      | Punkte       | Rang         | Gegner        | Ergebnis      | Gegner        | Ergebnis      | Gegner        | Ergebnis      | Gegner        | Ergebnis      | Rang |
| --------------------------------- | --------------------------------------------------------------------------------- | ----------------------------------------------------------------------------- | ------------ | ------------ | ------------- | ------------- | ------------- | ------------- | ------------- | ------------- | ------------- | ------------- | ---- |
| Frauen                            |                                                                                   |                                                                               |              |              |               |               |               |               |               |               |               |               |      |
| Marie-Andrée Lessard Annie Martin | Z. Dampney / S. Mullin J. Chomjakowa / J. Ukolowa G. Cicolari / M. Menegatti      | 1:2 (21:17, 14:21, 13:15) 1:2 (18:21, 30:28, 13:15) 1:2 (12:21, 25:23, 10:15) | 3            | 4            | ausgeschieden | ausgeschieden | ausgeschieden | ausgeschieden | ausgeschieden | ausgeschieden | ausgeschieden | ausgeschieden | 19   |
| Männer                            |                                                                                   |                                                                               |              |              |               |               |               |               |               |               |               |               |      |
| Josh Binstock Martin Reader       | S. Grotowski / J. Garcia-Thompson T. Skarlund / M. Spinnangr P. Cunha / R. Santos | 2:0 (21:19, 21:13) 0:2 (14:21, 18:21) 0:2 (18:21, 22:24)                      | 4            | 3            | ausgeschieden | ausgeschieden | ausgeschieden | ausgeschieden | ausgeschieden | ausgeschieden | ausgeschieden | ausgeschieden | 17   |

### Bogenschießen
| Athleten           | Wettbewerb | Qualifikation | Qualifikation | 1. Runde            | 1. Runde | 2. Runde      | 2. Runde      | Achtelfinale  | Achtelfinale  | Viertelfinale | Viertelfinale | Halbfinale    | Halbfinale    | Finale        | Finale        | Rang |
| Athleten           | Wettbewerb | Ringe         | Rang          | Gegner              | Ergebnis | Gegner        | Ergebnis      | Gegner        | Ergebnis      | Gegner        | Ergebnis      | Gegner        | Ergebnis      | Gegner        | Ergebnis      | Rang |
| ------------------ | ---------- | ------------- | ------------- | ------------------- | -------- | ------------- | ------------- | ------------- | ------------- | ------------- | ------------- | ------------- | ------------- | ------------- | ------------- | ---- |
| Frauen             |            |               |               |                     |          |               |               |               |               |               |               |               |               |               |               |      |
| Marie-Pier Beaudet | Einzel     | 645           | 29            | L. Laursen Dänemark | 3-7      | ausgeschieden | ausgeschieden | ausgeschieden | ausgeschieden | ausgeschieden | ausgeschieden | ausgeschieden | ausgeschieden | ausgeschieden | ausgeschieden | 33   |
| Männer             |            |               |               |                     |          |               |               |               |               |               |               |               |               |               |               |      |
| Crispin Duenas     | Einzel     | 678           | 8             | A. El-Nemr Ägypten  | 2-6      | ausgeschieden | ausgeschieden | ausgeschieden | ausgeschieden | ausgeschieden | ausgeschieden | ausgeschieden | ausgeschieden | ausgeschieden | ausgeschieden | 33   |

### Boxen
| Athleten       | Wettbewerb                    | 1. Runde              | 1. Runde | Achtelfinale    | Achtelfinale | Viertelfinale | Viertelfinale | Halbfinale    | Halbfinale    | Finale        | Finale        | Rang |
| Athleten       | Wettbewerb                    | Gegner                | Ergebnis | Gegner          | Ergebnis     | Gegner        | Ergebnis      | Gegner        | Ergebnis      | Gegner        | Ergebnis      | Rang |
| -------------- | ----------------------------- | --------------------- | -------- | --------------- | ------------ | ------------- | ------------- | ------------- | ------------- | ------------- | ------------- | ---- |
| Frauen         |                               |                       |          |                 |              |               |               |               |               |               |               |      |
| Mary Spencer   | Halbschwergewicht 69–75 kg    | –                     | –        | Freilos         | Freilos      | Jinzi Li      | 14:17         | ausgeschieden | ausgeschieden | ausgeschieden | ausgeschieden | 5    |
| Männer         |                               |                       |          |                 |              |               |               |               |               |               |               |      |
| Custio Clayton | Weltergewicht bis 69 kg       | Oscar Molina Casillas | 12:8     | Cameron Hammond | 14:11        | Fred Evans    | 14:14         | ausgeschieden | ausgeschieden | ausgeschieden | ausgeschieden | 5    |
| Simon Kean     | Superschwergewicht über 91 kg | -                     | -        | Tony Yoka       | 14:14        | Iwan Dytschko | 6:20          | ausgeschieden | ausgeschieden | ausgeschieden | ausgeschieden | 5    |

### Fechten
| Athleten                | Wettbewerb     | 1. Runde   | 1. Runde | 2. Runde     | 2. Runde | Achtelfinale  | Achtelfinale  | Viertelfinale | Viertelfinale | Halbfinale    | Halbfinale    | Finale        | Finale        | Rang |
| Athleten                | Wettbewerb     | Gegner     | Ergebnis | Gegner       | Ergebnis | Gegner        | Ergebnis      | Gegner        | Ergebnis      | Gegner        | Ergebnis      | Gegner        | Ergebnis      | Rang |
| ----------------------- | -------------- | ---------- | -------- | ------------ | -------- | ------------- | ------------- | ------------- | ------------- | ------------- | ------------- | ------------- | ------------- | ---- |
| Frauen                  |                |            |          |              |          |               |               |               |               |               |               |               |               |      |
| Sherraine Schalm        | Degen Einzel   | –          | –        | Shin A-lam   | 12:15    | ausgeschieden | ausgeschieden | ausgeschieden | ausgeschieden | ausgeschieden | ausgeschieden | ausgeschieden | ausgeschieden | 24   |
| Monica Peterson         | Florett Einzel | A. Bentley | 10:9     | L. Kiefer    | 10:15    | ausgeschieden | ausgeschieden | ausgeschieden | ausgeschieden | ausgeschieden | ausgeschieden | ausgeschieden | ausgeschieden | 28   |
| Sandra Sassine          | Säbel Einzel   | –          | –        | A. Socha     | 7:15     | ausgeschieden | ausgeschieden | ausgeschieden | ausgeschieden | ausgeschieden | ausgeschieden | ausgeschieden | ausgeschieden | 19   |
| Männer                  |                |            |          |              |          |               |               |               |               |               |               |               |               |      |
| Étienne Lalonde-Turbide | Florett Einzel | –          | –        | A. Massialas | 6:15     | ausgeschieden | ausgeschieden | ausgeschieden | ausgeschieden | ausgeschieden | ausgeschieden | ausgeschieden | ausgeschieden | 21   |
| Philippe Beaudry        | Säbel Einzel   | –          | –        | D. Lapkes    | 10:15    | ausgeschieden | ausgeschieden | ausgeschieden | ausgeschieden | ausgeschieden | ausgeschieden | ausgeschieden | ausgeschieden | 24   |

### Fußball
| Wettbewerb      | Frauen |
| --------------- | --- |
| Athletinnen     | Candace Chapman Jonelle Filigno Robyn Gayle Kaylyn Kyle Karina LeBlanc Diana Matheson Erin McLeod Carmelina Moscato Kelly Parker Desiree Scott Sophie Schmidt Lauren Sesselmann Christine Sinclair Chelsea Stewart Melissa Tancredi Brittany Timko Rhian Wilkinson Emily Zurrer |
| Trainer         | John Herdman |
| Gruppenphase    | Japan 1:2 (0:2) Südafrika 3:0 (1:0) Schweden 2:2 (1:2) |
| Viertelfinale   | Großbritannien 2:0 (2:0) |
| Halbfinale      | Vereinigte Staaten 3:4 n. V. (3:3, 1:0) |
| Spiel um Bronze | Frankreich 1:0 (0:0) |

### Gewichtheben
| Athleten                    | Wettbewerb       | Reißen  | Reißen | Stoßen  | Stoßen | Zweikampf | Zweikampf | Rang   |
| Athleten                    | Wettbewerb       | Gewicht | Rang   | Gewicht | Rang   | Gewicht   | Rang      | Rang   |
| --------------------------- | ---------------- | ------- | ------ | ------- | ------ | --------- | --------- | ------ |
| Frauen                      |                  |         |        |         |        |           |           |        |
| Annie Moniqui               | Klasse bis 53 kg | 85 kg   | 18     | 105 kg  | 16     | 190 kg    | 16        | 16     |
| Christine Girard            | Klasse bis 63 kg | 103 kg  | 4      | 133 kg  | 2      | 236 kg    | 3         | Bronze |
| Marie-Ève Beauchemin-Nadeau | Klasse bis 69 kg | 104 kg  | 9      | 135 kg  | 7      | 239 kg    | 8         | 8      |

### Judo
| Athleten               | Wettbewerb       | 1. Runde Round of 64 | 1. Runde Round of 64 | 2. Runde Round of 32 | 2. Runde Round of 32 | Achtelfinale Round of 16 | Achtelfinale Round of 16 | Viertelfinale Quarter Final | Viertelfinale Quarter Final | Hoffnungsrunde Halbfinale Repechage | Hoffnungsrunde Halbfinale Repechage | Halbfinale    | Halbfinale    | Hoffnungsrunde Finale Bronze Medal | Hoffnungsrunde Finale Bronze Medal | Finale        | Finale        | Rang   |
| Athleten               | Wettbewerb       | Gegner               | Ergebnis             | Gegner               | Ergebnis             | Gegner                   | Ergebnis                 | Gegner                      | Ergebnis                    | Gegner                              | Ergebnis                            | Gegner        | Ergebnis      | Gegner                             | Ergebnis                           | Gegner        | Ergebnis      | Rang   |
| ---------------------- | ---------------- | -------------------- | -------------------- | -------------------- | -------------------- | ------------------------ | ------------------------ | --------------------------- | --------------------------- | ----------------------------------- | ----------------------------------- | ------------- | ------------- | ---------------------------------- | ---------------------------------- | ------------- | ------------- | ------ |
| Joliane Melançon       | Klasse bis 57 kg | -                    | -                    | Sabrina Filzmoser    | 010 - 100            | ausgeschieden            | ausgeschieden            | ausgeschieden               | ausgeschieden               | ausgeschieden                       | ausgeschieden                       | ausgeschieden | ausgeschieden | ausgeschieden                      | ausgeschieden                      | ausgeschieden | ausgeschieden | 17     |
| Kelita Zupancic        | Klasse bis 70 kg | -                    | -                    | freilos              | freilos              | Lucie Décosse            | 0001 - 1001              | ausgeschieden               | ausgeschieden               | ausgeschieden                       | ausgeschieden                       | ausgeschieden | ausgeschieden | ausgeschieden                      | ausgeschieden                      | ausgeschieden | ausgeschieden | 9      |
| Amy Cotton             | Klasse bis 78 kg | -                    | -                    | Audrey Tcheuméo      | 0001 - 001           | ausgeschieden            | ausgeschieden            | ausgeschieden               | ausgeschieden               | ausgeschieden                       | ausgeschieden                       | ausgeschieden | ausgeschieden | ausgeschieden                      | ausgeschieden                      | ausgeschieden | ausgeschieden | 17     |
| Männer                 |                  |                      |                      |                      |                      |                          |                          |                             |                             |                                     |                                     |               |               |                                    |                                    |               |               |        |
| Sergio Pessoa          | Klasse bis 60 kg | Freilos              | Freilos              | J. Qossajew          | 000 - 0001           | ausgeschieden            | ausgeschieden            | ausgeschieden               | ausgeschieden               | ausgeschieden                       | ausgeschieden                       | ausgeschieden | ausgeschieden | ausgeschieden                      | ausgeschieden                      | ausgeschieden | ausgeschieden | 17     |
| Sasha Mehmedovic       | Klasse bis 66 kg | Carlos Figueroa      | 010 - 000            | Masashi Ebinuma      | 000 - 111            | ausgeschieden            | ausgeschieden            | ausgeschieden               | ausgeschieden               | ausgeschieden                       | ausgeschieden                       | ausgeschieden | ausgeschieden | ausgeschieden                      | ausgeschieden                      | ausgeschieden | ausgeschieden | 17     |
| Nicholas Tritton       | Klasse bis 73 kg | freilos              | freilos              | Navroʻz Joʻraqobilov | 0002 - 0011          | ausgeschieden            | ausgeschieden            | ausgeschieden               | ausgeschieden               | ausgeschieden                       | ausgeschieden                       | ausgeschieden | ausgeschieden | ausgeschieden                      | ausgeschieden                      | ausgeschieden | ausgeschieden | 17     |
| Antoine Valois-Fortier | Klasse bis 81 kg | E. Mammadli          | 0001 - 0001          | E. Burton            | 100 - 000            | S. Mrvaljević            | 0112 - 0011              | I. Nifontow                 | 000 - 010                   | E. Lucenti                          | 0101 - 0001                         | freilos       | freilos       | T. Stevens                         | 0011 - 000                         | freilos       | freilos       | Bronze |
| Alexandre Émond        | Klasse bis 90 kg | W. Gordon            | 000 - 100            | ausgeschieden        | ausgeschieden        | ausgeschieden            | ausgeschieden            | ausgeschieden               | ausgeschieden               | ausgeschieden                       | ausgeschieden                       | ausgeschieden | ausgeschieden | ausgeschieden                      | ausgeschieden                      | ausgeschieden | ausgeschieden | 17     |

### Kanu

#### Kanurennsport
| Athleten                     | Wettbewerb | Vorlauf      | Vorlauf | Halbfinale   | Halbfinale | Finale        | Finale        | Rang   |
| Athleten                     | Wettbewerb | Zeit         | Rang    | Zeit         | Rang       | Zeit          | Rang          | Rang   |
| ---------------------------- | ---------- | ------------ | ------- | ------------ | ---------- | ------------- | ------------- | ------ |
| Frauen                       |            |              |         |              |            |               |               |        |
| Émilie Fournel               | K-1 200 m  | 43,117 s     | 5       | 43,030 s     | 7          | ausgeschieden | ausgeschieden | 21     |
| Émilie Fournel               | K-1 500 m  | 1:58,740 min | 5       | 1:54,120 min | 6          | 1:56,058 min  | 6             | 14     |
| Männer                       |            |              |         |              |            |               |               |        |
| Mark de Jonge                | K-1 200 m  | 35,396 s     | 1       | 35,595 s     | 1          | 36,657 s      | 3             | Bronze |
| Jason McCoombs               | C-1 200 m  | 41,742 s     | 4       | 42,255 s     | 4          | 44,973 s      | 5             | 13     |
| Ryan Cochrane Hugues Fournel | K-2 200 m  | 33,407 s     | 4       | 33,500 s     | 4          | 35,396 s      | 7             | 7      |
| Adam van Koeverden           | K-1 1000 m | 3:28,697 min | 1       | 3:28,209 min | 1          | 3:27,170 min  | 2             | Silber |
| Ryan Cochrane Hugues Fournel | K-2 1000 m | 3:55,748 min | 6       | 3:29,819 min | 5          | 3:18,550 min  | 4             | 12     |
| Mark Oldershaw               | C-1 1000 m | 3:55,211 min | 2       | 3:52,197 min | 2          | 3:48,502 min  | 3             | Bronze |

#### Kanuslalom
| Athleten       | Wettbewerb | Vorlauf | Vorlauf | Halbfinale    | Halbfinale    | Finale        | Finale        | Rang |
| Athleten       | Wettbewerb | Zeit    | Rang    | Zeit          | Rang          | Zeit          | Rang          | Rang |
| -------------- | ---------- | ------- | ------- | ------------- | ------------- | ------------- | ------------- | ---- |
| Männer         |            |         |         |               |               |               |               |      |
| Michael Tayler | K-1        | 97,64 s | 20      | ausgeschieden | ausgeschieden | ausgeschieden | ausgeschieden | 20   |

### Leichtathletik
Laufen und Gehen
| Athleten                                                                                          | Wettbewerb        | Vorlauf      | Vorlauf | Halbfinale    | Halbfinale    | Finale        | Finale        | Rang |
| Athleten                                                                                          | Wettbewerb        | Zeit         | Rang    | Zeit          | Rang          | Zeit          | Rang          | Rang |
| ------------------------------------------------------------------------------------------------- | ----------------- | ------------ | ------- | ------------- | ------------- | ------------- | ------------- | ---- |
| Frauen                                                                                            |                   |              |         |               |               |               |               |      |
| Kerri-Ann Mitchell                                                                                | 100 m             | 11,49 s      | 6       | ausgeschieden | ausgeschieden | ausgeschieden | ausgeschieden | 41   |
| Crystal Emmanuel                                                                                  | 200 m             | 23,10 s      | 5       | 23,28 s       | 7             | ausgeschieden | ausgeschieden | 21   |
| Jenna Martin                                                                                      | 400 m             | 51,98 s      | 3       | 52,83 s       | 7             | ausgeschieden | ausgeschieden | 23   |
| Melissa Bishop                                                                                    | 800 m             | 2:09,33 min  | 6       | ausgeschieden | ausgeschieden | ausgeschieden | ausgeschieden | 30   |
| Jessica Smith                                                                                     | 800 m             | 2:07,75 min  | 2       | 2:01,90 min   | 7             | ausgeschieden | ausgeschieden | 22   |
| Nicole Sifuentes                                                                                  | 1500 m            | 4:07,65 min  | 7       | 4:06,33 min   | 11            | ausgeschieden | ausgeschieden | 19   |
| Hilary Stellingwerff                                                                              | 1500 m            | 4:05,79 min  | 6       | 4:05,57 min   | 6             | ausgeschieden | ausgeschieden | 16   |
| Phylicia George                                                                                   | 100 m Hürden      | 12,83 s      | 2       | 12,65 s       | 3             | 12,65 s       | 6             | 6    |
| Nikkita Holder                                                                                    | 100 m Hürden      | 12,93 s      | 5       | 12,93 s       | 6             | ausgeschieden | ausgeschieden | 16   |
| Jessica Zelinka                                                                                   | 100 m Hürden      | 12,75 s      | 2       | 12,66 s       | 2             | 12,69 s       | 7             | 7    |
| Sarah Wells                                                                                       | 400 m Hürden      | 56,47 s      | 4       | 56,71 s       | 8             | ausgeschieden | ausgeschieden | 24   |
| Rachel Seaman                                                                                     | 20 km Gehen       | –            | –       | –             | –             | 1:37:36 h     | 52            | 52   |
| Männer                                                                                            |                   |              |         |               |               |               |               |      |
| Justyn Warner                                                                                     | 100 m             | 10,09 s      | 3       | 10,09 s       | 5             | ausgeschieden | ausgeschieden | 13   |
| Jared Connaughton                                                                                 | 200 m             | 20,72 s      | 3       | 20,64 s       | 7             | ausgeschieden | ausgeschieden | 17   |
| Geoff Harris                                                                                      | 800 m             | 1:45,97 min  | 2       | 1:46,14 min   | 7             | ausgeschieden | ausgeschieden | 17   |
| Nathan Brannen                                                                                    | 1500 m            | 3:39,95 min  | 5       | 3:39,26 min   | 12            | ausgeschieden | ausgeschieden | 12   |
| Cameron Levins                                                                                    | 5000 m            | 13:18,29 min | 8       | –             | –             | 13:51,87 min  | 14            | 14   |
| Cameron Levins                                                                                    | 10.000 m          | –            | –       | –             | –             | 27:40,68 min  | 11            | 11   |
| Mohammed Ahmed                                                                                    | 10.000 m          | –            | –       | –             | –             | 28:13,91 min  | 18            | 18   |
| Eric Gillis                                                                                       | Marathon          | –            | –       | –             | –             | 2:16:00 h     | 22            | 22   |
| Dylan Wykes                                                                                       | Marathon          | –            | –       | –             | –             | 2:15:26 h     | 20            | 20   |
| Reid Coolsaet                                                                                     | Marathon          | –            | –       | –             | –             | 2:16:29 h     | 27            | 27   |
| Alex Genest                                                                                       | 3000 m Hindernis  | 8:22,62 min  | 7       | -             | -             | ausgeschieden | ausgeschieden | 13   |
| Jared Connaughton Akeem Haynes Segun Makinde Gavin Smellie Oluseyi Smith Ian Warner Justyn Warner | 4 × 100-m-Staffel | 38,05 s      | 2       | –             | –             | DQ            | DQ            | DQ   |
| Iñaki Gómez                                                                                       | 20 km Gehen       | –            | –       | –             | –             | 1:20:58 h     | 13            | 13   |

Springen und Werfen
| Athleten          | Wettbewerb     | Qualifikation         | Qualifikation         | Finale                | Finale                | Rang                  |
| Athleten          | Wettbewerb     | Weite/Höhe            | Rang                  | Weite/Höhe            | Rang                  | Rang                  |
| ----------------- | -------------- | --------------------- | --------------------- | --------------------- | --------------------- | --------------------- |
| Frauen            |                |                       |                       |                       |                       |                       |
| Mélanie Blouin    | Stabhochsprung | 4,25 m                | 9                     | ausgeschieden         | ausgeschieden         | 19                    |
| Sultana Frizell   | Hammerwerfen   | 67,45 m               | 14                    | ausgeschieden         | ausgeschieden         | 26                    |
| Heather Steacy    | Hammerwerfen   | 63,40 m               | 17                    | ausgeschieden         | ausgeschieden         | 34                    |
| Elizabeth Gleadle | Speerwerfen    | 60,26 m               | 6                     | 58,78 m               | 12                    | 12                    |
| Julie Labonté     | Kugelstoßen    | 17,48 m               | 10                    | ausgeschieden         | ausgeschieden         | 22                    |
| Männer            |                |                       |                       |                       |                       |                       |
| Derek Drouin      | Hochsprung     | 2,29 m                | 2                     | 2,29 m                | 3                     | Bronze                |
| Michael Mason     | Hochsprung     | 2,26 m                | 6                     | 2,29 m                | 8                     | 8                     |
| James Steacy      | Hammerwerfen   | kein gültiger Versuch | kein gültiger Versuch | kein gültiger Versuch | kein gültiger Versuch | kein gültiger Versuch |
| Curtis Moss       | Speerwerfen    | 78,22 m               | 13                    | ausgeschieden         | ausgeschieden         | 22                    |
| Dylan Armstrong   | Kugelstoßen    | 20,49 m               | 3                     | 20,93 m               | 5                     | 5                     |
| Justin Rodhe      | Kugelstoßen    | kein gültiger Versuch | kein gültiger Versuch | kein gültiger Versuch | kein gültiger Versuch | kein gültiger Versuch |

Mehrkampf
| Athletinnen        | 100 m Hürden | 100 m Hürden | Hochsprung | Hochsprung | Kugelstoßen | Kugelstoßen | 200 m   | 200 m  | Weitsprung | Weitsprung | Speerwerfen | Speerwerfen | 800 m       | 800 m  | Punkte | Rang |
| Athletinnen        | Zeit         | Punkte       | Höhe       | Punkte     | Weite       | Punkte      | Zeit    | Punkte | Weite      | Punkte     | Weite       | Punkte      | Zeit        | Punkte | Punkte | Rang |
| ------------------ | ------------ | ------------ | ---------- | ---------- | ----------- | ----------- | ------- | ------ | ---------- | ---------- | ----------- | ----------- | ----------- | ------ | ------ | ---- |
| Siebenkampf Frauen |              |              |            |            |             |             |         |        |            |            |             |             |             |        |        |      |
| Brianne Theisen    | 13,30 s      | 1080         | 1,83 m     | 1016       | 12,89 m     | 720         | 24,35 s | 947    | 6,01 m     | 853        | 46,47 m     | 792         | 2:09,27 min | 975    | 6383   | 11   |
| Jessica Zelinka    | 12,65 s      | 1178         | 1,68 m     | 830        | 14,81 m     | 848         | 23,32 s | 1047   | 5,91 m     | 822        | 45,75 m     | 778         | 2:09,15 min | 977    | 6480   | 7    |

| Athleten         | 100 m   | 100 m  | Weitsprung | Weitsprung | Kugelstoßen | Kugelstoßen | Hochsprung | Hochsprung | 400 m   | 400 m  | 110 m Hürden | 110 m Hürden | Diskuswerfen | Diskuswerfen | Stabhochsprung | Stabhochsprung | Speerwerfen | Speerwerfen | 1500 m      | 1500 m | Punkte | Rang |
| Athleten         | Zeit    | Punkte | Weite      | Punkte     | Weite       | Punkte      | Höhe       | Punkte     | Zeit    | Punkte | Zeit         | Punkte       | Weite        | Punkte       | Höhe           | Punkte         | Weite       | Punkte      | Zeit        | Punkte | Punkte | Rang |
| ---------------- | ------- | ------ | ---------- | ---------- | ----------- | ----------- | ---------- | ---------- | ------- | ------ | ------------ | ------------ | ------------ | ------------ | -------------- | -------------- | ----------- | ----------- | ----------- | ------ | ------ | ---- |
| Zehnkampf Männer |         |        |            |            |             |             |            |            |         |        |              |              |              |              |                |                |             |             |             |        |        |      |
| Damian Warner    | 10,48 s | 980    | 7,54 m     | 945        | 13,73 m     | 712         | 2,05 m     | 850        | 48,20 s | 899    | 14,38 s      | 926          | 45,90 m      | 785          | 4,70 m         | 819            | 62,77 m     | 780         | 4:29,85 min | 746    | 8442   | 5    |

### Moderner Fünfkampf
| Athleten       | Fechten | Fechten | Schwimmen | Schwimmen | Reiten  | Reiten | Combined | Combined | Punkte | Rang |
| Athleten       | Bilanz  | Punkte  | Zeit      | Punkte    | Zeit    | Punkte | Zeit     | Punkte   | Punkte | Rang |
| -------------- | ------- | ------- | --------- | --------- | ------- | ------ | -------- | -------- | ------ | ---- |
| Frauen         |         |         |           |           |         |        |          |          |        |      |
| Donna Vakalis  | 17 : 18 | 808     | 2:22,19   | 1096      | 1:44,64 | 844    | 12:10,03 | 2080     | 4828   | 29   |
| Melanie McCann | 19 : 16 | 856     | 2:21,56   | 1104      | 1:12,20 | 1180   | 12:20,23 | 2040     | 5180   | 11   |

### Radsport

#### Bahn
| Athleten                                      | Wettbewerb            | Qualifikation | Qualifikation | Finals        | Finals        | Rang          |
| Athleten                                      | Wettbewerb            | Zeit          | Rang          | Zeit          | Rang          | Rang          |
| --------------------------------------------- | --------------------- | ------------- | ------------- | ------------- | ------------- | ------------- |
| Frauen                                        |                       |               |               |               |               |               |
| Monique Sullivan                              | Sprint                | 11,347 s      | 12            | -             | 11            | 11            |
| Monique Sullivan                              | Keirin                | Platz: 2      | Platz: 2      | Platz: 6      | Platz: 6      | 6             |
| Jasmin Glaesser Gillian Carleton Tara Whitten | Mannschaftsverfolgung | 3:17,454 min  | 4             | 3:17,915 min  | 3             | Bronze        |
| Männer                                        |                       |               |               |               |               |               |
| Joseph Veloce                                 | Keirin                | Platz: 4      | Platz: 4      | ausgeschieden | ausgeschieden | ausgeschieden |

Mehrkampf
| Omnium Frauen |          |   |    |    |    |              |   |   |              |    |    |   |
| Tara Whitten  | 14,516 s | 7 | 28 | 3  | 8  | 3:31,114 min | 3 | 6 | 36,509 s     | 10 | 37 | 4 |
| Omnium Männer |          |   |    |    |    |              |   |   |              |    |    |   |
| Zach Bell     | 13,406 s | 7 | 4  | 13 | 10 | 4:29,411 min | 8 | 1 | 1:04,328 min | 10 | 49 | 8 |

#### Straße
| Athleten           | Wettbewerb       | Zeit         | Rang |
| ------------------ | ---------------- | ------------ | ---- |
| Frauen             |                  |              |      |
| Clara Hughes       | Straßenrennen    | 3:36:01 h    | 32   |
| Denise Ramsden     | Straßenrennen    | 3:35:56 h    | 27   |
| Joëlle Numainville | Straßenrennen    | 3:35:56 h    | 12   |
| Denise Ramsden     | Einzelzeitfahren | 41:44,81 min | 19   |
| Clara Hughes       | Einzelzeitfahren | 38:28,96 min | 5    |
| Männer             |                  |              |      |
| Ryder Hesjedal     | Straßenrennen    | 5:46:37 h    | 63   |
| Ryder Hesjedal     | Einzelzeitfahren | 56:06,18 min | 28   |

#### Mountainbike

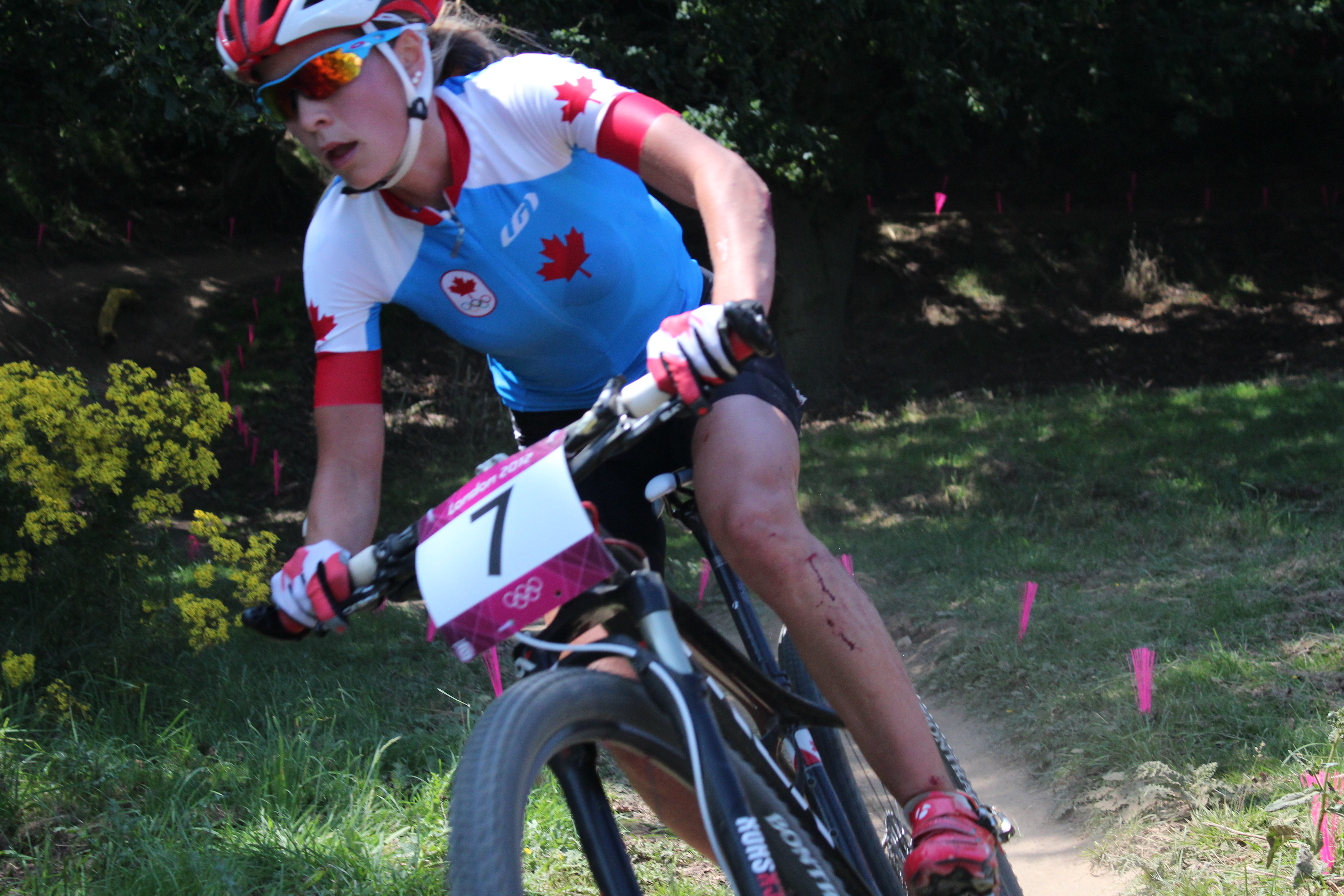
Emily Batty
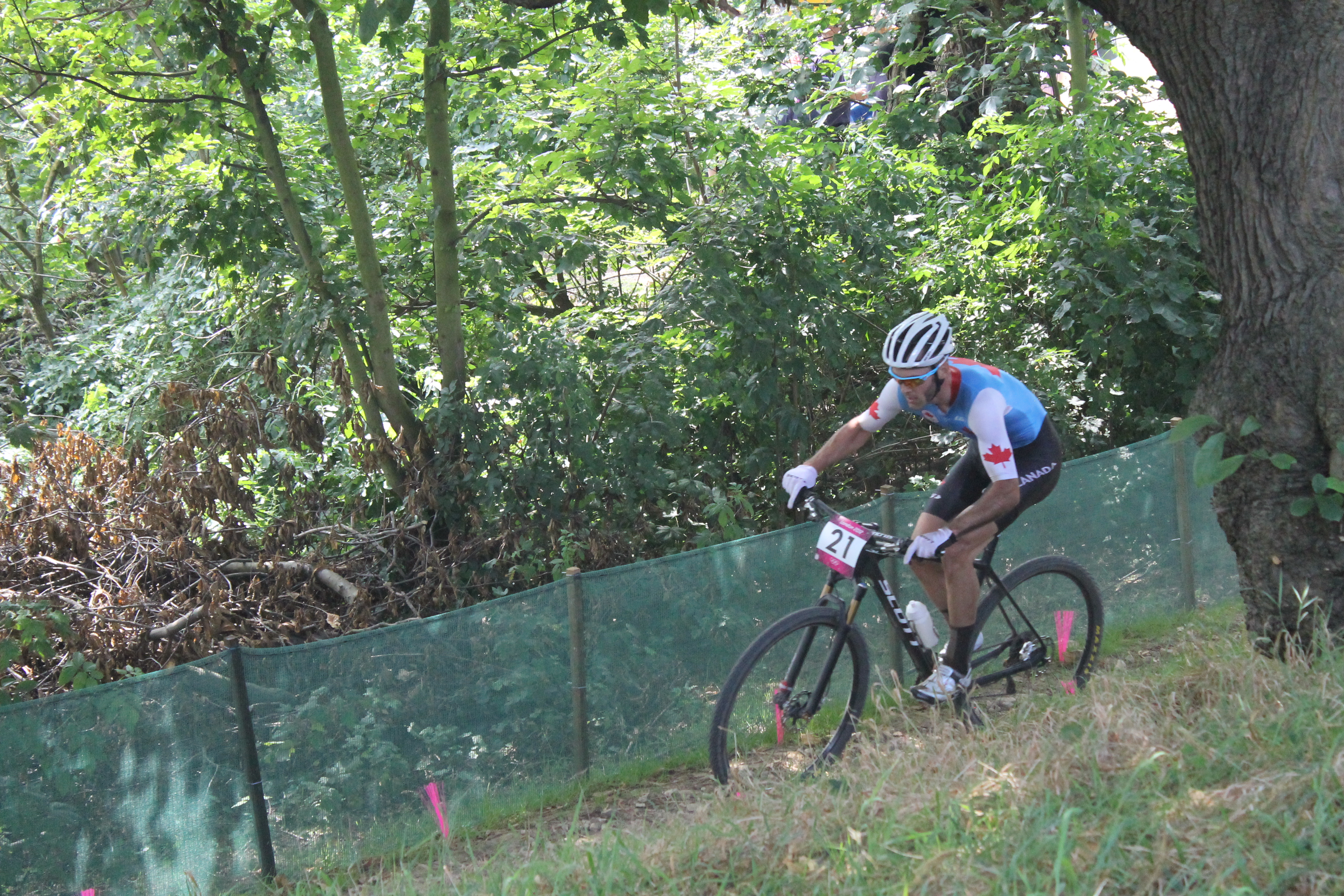
Geoff Kabush

| Athleten          | Wettbewerb    | Zeit      | Rang |
| ----------------- | ------------- | --------- | ---- |
| Frauen            |               |           |      |
| Emily Batty       | Cross-Country | 1:40:37 h | 24   |
| Catharine Pendrel | Cross-Country | 1:34:28 h | 9    |
| Männer            |               |           |      |
| Max Plaxton       | Cross-Country | DNF       | -    |
| Geoff Kabush      | Cross-Country | 1:30:43 h | 8    |

- Emily Batty
- Geoff Kabush

#### BMX
| Athleten             | Wettbewerb | Qualifikation | Qualifikation | Viertelfinale | Viertelfinale | Halbfinale    | Halbfinale    | Finale        | Finale        | Rang          |
| Athleten             | Wettbewerb | Zeit          | Rang          | Punkte        | Rang          | Punkte        | Rang          | Zeit          | Rang          | Rang          |
| -------------------- | ---------- | ------------- | ------------- | ------------- | ------------- | ------------- | ------------- | ------------- | ------------- | ------------- |
| Männer               |            |               |               |               |               |               |               |               |               |               |
| Tory Nyhaug-Heinonen | Race       | 39,515 s      | 20            | 20            | 5             | ausgeschieden | ausgeschieden | ausgeschieden | ausgeschieden | ausgeschieden |

### Reiten
| Dressur                                      |            |               |               |               |               |               |               |
| Jacqueline Brooks D Niro                     | Einzel     | 68,526        | 41            | ausgeschieden | ausgeschieden | ausgeschieden | ausgeschieden |
| Ashley Holzer Breaking Dawn                  | Einzel     | 71,809        | 20            | 71,317        | 24            | 79,286        | 11            |
| David Marcus Chrevi’s Capital                | Einzel     | ausgeschieden | ausgeschieden | ausgeschieden | ausgeschieden | ausgeschieden | ausgeschieden |
| Jacqueline Brooks Ashley Holzer David Marcus | Mannschaft | ausgeschieden | ausgeschieden | ausgeschieden | ausgeschieden | ausgeschieden | ausgeschieden |

| Athleten Pferd                                        | Wettbewerb | Qualifikation | Qualifikation | Qualifikation | Qualifikation | Qualifikation | Finale        | Finale        | Finale        | Rang |
| Athleten Pferd                                        | Wettbewerb | Q1            | Q2            | Q3            | Summe         | Rang          | F1            | F2            | Summe         | Rang |
| ----------------------------------------------------- | ---------- | ------------- | ------------- | ------------- | ------------- | ------------- | ------------- | ------------- | ------------- | ---- |
| Springen                                              |            |               |               |               |               |               |               |               |               |      |
| Tiffany Foster Victor                                 | Einzel     | 8             | DSQ           | ausgeschieden | ausgeschieden | ausgeschieden | ausgeschieden | ausgeschieden | ausgeschieden | 60   |
| Jill Henselwood George                                | Einzel     | 5             | 4             | ausgeschieden | ausgeschieden | ausgeschieden | ausgeschieden | ausgeschieden | ausgeschieden | 47   |
| Eric Lamaze Derly Chin de Muze                        | Einzel     | 0             | 1             | 8             | 9             | 11            | 12            | ausgeschieden | ausgeschieden | 29   |
| Ian Millar Star Power                                 | Einzel     | 4             | 0             | 4             | 8             | 22            | 4             | 4             | 8             | 9    |
| Tiffany Foster Jill Henselwood Eric Lamaze Ian Millar | Mannschaft | -             | -             | -             | -             | -             | 5             | 21            | 26            | 5    |

| Athleten Pferd                                                                  | Wettbewerb | Strafpunkte | Rang |
| ------------------------------------------------------------------------------- | ---------- | ----------- | ---- |
| Vielseitigkeit                                                                  |            |             |      |
| Peter Barry Kilordan Abbott                                                     | Einzel     | 61,70       | 67   |
| Hawley Bennett-Awad Gin & Juice                                                 | Einzel     | 48,70       | 31   |
| Rebecca Howard Riddle Master                                                    | Einzel     | 50,60       | 34   |
| Michelle Mueller Armistad                                                       | Einzel     | 63,20       | 58   |
| Jessica Phoenix Exponential                                                     | Einzel     | 79,20       | 22   |
| Peter Barry Hawley Bennett-Awad Rebecca Howard Michelle Mueller Jessica Phoenix | Mannschaft | 2071,20     | 13   |

### Ringen
| Athleten          | Wettbewerb        | 1. Runde            | 1. Runde | Achtelfinale        | Achtelfinale | Viertelfinale         | Viertelfinale | Halbfinale         | Halbfinale    | Hoffnungsrunde Viertelfinale | Hoffnungsrunde Viertelfinale | Hoffnungsrunde Halbfinale | Hoffnungsrunde Halbfinale | Hoffnungsrunde Finale      | Hoffnungsrunde Finale | Finale        | Finale        | Rang   |
| Athleten          | Wettbewerb        | Gegner              | Ergebnis | Gegner              | Ergebnis     | Gegner                | Ergebnis      | Gegner             | Ergebnis      | Gegner                       | Ergebnis                     | Gegner                    | Ergebnis                  | Gegner                     | Ergebnis              | Gegner        | Ergebnis      | Rang   |
| ----------------- | ----------------- | ------------------- | -------- | ------------------- | ------------ | --------------------- | ------------- | ------------------ | ------------- | ---------------------------- | ---------------------------- | ------------------------- | ------------------------- | -------------------------- | --------------------- | ------------- | ------------- | ------ |
| Freistil Frauen   |                   |                     |          |                     |              |                       |               |                    |               |                              |                              |                           |                           |                            |                       |               |               |        |
| Carol Huynh       | Klasse bis 48 kg  | Freilos             | Freilos  | Nguyen Thi Lua      | 5:0          | Wanessa Kaladsinskaja | 3:0           | Hitomi Obara       | 1:3           | –                            | –                            | –                         | –                         | Isabella Sambou            | 3:0                   | ausgeschieden | ausgeschieden | Bronze |
| Tonya Verbeek     | Klasse bis 55 kg  | Freilos             | Freilos  | Geeta Kumari        | 3:1          | Tetjana Lasarewa      | 3:0           | Jackeline Rentería | 3:0           | –                            | –                            | –                         | –                         | –                          | –                     | Saori Yoshida | 0:3           | Silber |
| Martine Dugrenier | Klasse bis 63 kg  | Freilos             | Freilos  | Kaori Ichō          | 1:3          | ausgeschieden         | ausgeschieden | ausgeschieden      | ausgeschieden | –                            | –                            | Henna Johansson           | 3:1                       | Sorondsonboldyn Battsetseg | 0:3                   | ausgeschieden | ausgeschieden | 5      |
| Leah Callahan     | Klasse bis 72 kg  | Freilos             | Freilos  | Otschirbatyn Burmaa | 0:3          | ausgeschieden         | ausgeschieden | ausgeschieden      | ausgeschieden | ausgeschieden                | ausgeschieden                | ausgeschieden             | ausgeschieden             | ausgeschieden              | ausgeschieden         | ausgeschieden | ausgeschieden | 18     |
| Freistil Männer   |                   |                     |          |                     |              |                       |               |                    |               |                              |                              |                           |                           |                            |                       |               |               |        |
| David Tremblay    | Klasse bis 55 kg  | Freilos             | Freilos  | Ahmet Peker         | 1:3          | ausgeschieden         | ausgeschieden | ausgeschieden      | ausgeschieden | ausgeschieden                | ausgeschieden                | ausgeschieden             | ausgeschieden             | ausgeschieden              | ausgeschieden         | ausgeschieden | ausgeschieden | 16     |
| Haislan Garcia    | Klasse bis 66 kg  | Haithem Ben Alayech | 5:0      | Selimchon Jussufow  | 3:1          | Tatsuhiro Yonemitsu   | 1:3           | ausgeschieden      | ausgeschieden | –                            | –                            | Liván López Azcuy         | 1:3                       | ausgeschieden              | ausgeschieden         | ausgeschieden | ausgeschieden | 7      |
| Matt Gentry       | Klasse bis 74 kg  | Freilos             | Freilos  | Narsingh Yadav      | 3:1          | Jordan Burroughs      | 1:3           | ausgeschieden      | ausgeschieden | –                            | –                            | Francisco Soler Atencia   | 3:0                       | Denis Igorewitsch Zargusch | 0:3                   | ausgeschieden | ausgeschieden | 5      |
| Khetag Pliev      | Klasse bis 96 kg  | Freilos             | Freilos  | Javier Cortina      | 3:1          | Jakob Varner          | 0:3           | ausgeschieden      | ausgeschieden | –                            | –                            | Kurban Kurbanov           | 1:3                       | ausgeschieden              | ausgeschieden         | ausgeschieden | ausgeschieden | 10     |
| Arjan Bhullar     | Klasse bis 120 kg | Freilos             | Freilos  | Komeil Ghasemi      | 0:3          | ausgeschieden         | ausgeschieden | ausgeschieden      | ausgeschieden | ausgeschieden                | ausgeschieden                | ausgeschieden             | ausgeschieden             | ausgeschieden              | ausgeschieden         | ausgeschieden | ausgeschieden | 13     |

### Rudern
| Athleten | Wettbewerb                  | Vorlauf     | Vorlauf | Hoffnungslauf | Hoffnungslauf | Viertelfinale | Viertelfinale | Halbfinale  | Halbfinale | Finale      | Finale | Rang   |
| Athleten | Wettbewerb                  | Zeit        | Rang    | Zeit          | Rang          | Zeit          | Rang          | Zeit        | Rang       | Zeit        | Rang   | Rang   |
| --- | --------------------------- | ----------- | ------- | ------------- | ------------- | ------------- | ------------- | ----------- | ---------- | ----------- | ------ | ------ |
| Frauen |                             |             |         |               |               |               |               |             |            |             |        |        |
| Ashley Brzozowicz Janine Hanson Krista Guloien Darcy Marquardt Natalie Mastracci Andréanne Morin Cristy Nurse Lesley Thompson Rachelle Viinberg | Achter                      | 6:13,91 min | 1       | –             | –             | –             | –             | –           | –          | 6:12,06 min | 2      | Silber |
| Lindsay Jennerich Patricia Obee | Leichtgewichts-Doppelzweier | 7:10,89 min | 5       | 7:15,37 min   | 2             | –             | –             | 7:14,83 min | 4          | 7:17,24 min | 1      | 7      |
| Männer |                             |             |         |               |               |               |               |             |            |             |        |        |
| David Calder Scott Frandsen | Zweier                      | 6:23,80 min | 1       | –             | –             | –             | –             | 6:56,47 min | 3          | 6:30,49 min | 6      | 6      |
| Michael Braithwaite Kevin Kowalyk | Doppelzweier                | 6:34,11 min | 5       | 6:30,74 min   | 3             | –             | –             | 6:38,94 min | 6          | 6:32,61 min | 6      | 12     |
| William Dean Anthony Jacob Derek O’Farrell Michael Wilkinson                                                                                    | Vierer                      | 5:50,78 min | 3       | –             | –             | –             | –             | 6:08,90 min | 5          | 6:11,15 min | 3      | 9      |
| Gabriel Bergen Jeremiah Brown Andrew Byrnes Will Crothers Douglas Csima Robert Gibson Malcolm Howard Conlin McCabe Brian Price                  | Achter                      | 5:37,91 min | 4       | 5:27,41 min   | 2             | –             | –             | –           | –          | 5:49,98 min | 2      | Silber |
| Morgan Jarvis Douglas Vandor | Leichtgewichts-Doppelzweier | 6:42,59 min | 3       | 6:36,03 min   | 4             | –             | –             | 7:02,85 min | 1          | 6:46,62 min | 2      | 14     |

### Schießen
| Athleten       | Wettbewerb       | Qualifikation | Qualifikation | Finale | Finale | Ringe | Rang |
| Athleten       | Wettbewerb       | Ringe         | Rang          | Ringe  | Rang   | Ringe | Rang |
| -------------- | ---------------- | ------------- | ------------- | ------ | ------ | ----- | ---- |
| Frauen         |                  |               |               |        |        |       |      |
| Dorothy Ludwig | Luftpistole 10 m | 376           | 34            | –      | –      | 376   | 34   |
| Männer         |                  |               |               |        |        |       |      |
| Cory Niefer    | Luftpistole 10 m | 581           | 46            | –      | –      | 581   | 46   |

### Schwimmen
| Athleten                                                                                   | Wettbewerb                 | Vorlauf        | Vorlauf | Halbfinale    | Halbfinale    | Finale          | Finale        | Rang   |
| Athleten                                                                                   | Wettbewerb                 | Zeit           | Rang    | Zeit          | Rang          | Zeit            | Rang          | Rang   |
| ------------------------------------------------------------------------------------------ | -------------------------- | -------------- | ------- | ------------- | ------------- | --------------- | ------------- | ------ |
| Frauen                                                                                     |                            |                |         |               |               |                 |               |        |
| Victoria Poon                                                                              | 50 m Freistil              | 25,15 s        | 14      | 25,17 s       | 15            | ausgeschieden   | ausgeschieden | 15     |
| Julia Wilkinson                                                                            | 100 m Freistil             | 54,16 s        | 9       | 54,25 s       | 13            | ausgeschieden   | ausgeschieden | 13     |
| Samantha Cheverton                                                                         | 200 m Freistil             | 1:58,11 min    | 9       | 1:57,98 min   | 11            | ausgeschieden   | ausgeschieden | 11     |
| Barbara Jardin                                                                             | 200 m Freistil             | 1:57,92 min    | 6       | 1:57,91 min   | 10            | ausgeschieden   | ausgeschieden | 10     |
| Savannah King                                                                              | 400 m Freistil             | 4:10,93 min    | 18      | –             | –             | ausgeschieden   | ausgeschieden | 18     |
| Brittany MacLean                                                                           | 400 m Freistil             | 4:05,06 min NR | 6       | –             | –             | 4:06,24 min     | 7             | 7      |
| Savannah King                                                                              | 800 m Freistil             | 8:29,72 min    | 15      | –             | –             | ausgeschieden   | ausgeschieden | 15     |
| Alexa Komarnycky                                                                           | 800 m Freistil             | 8:28,11 min    | 11      | –             | –             | ausgeschieden   | ausgeschieden | 11     |
| Katerine Savard                                                                            | 100 m Schmetterling        | 58,76 s        | 17      | 59,22 s       | 16            | ausgeschieden   | ausgeschieden | 16     |
| Audrey Lacroix                                                                             | 200 m Schmetterling        | 2:09,25 min    | 15      | 2:08,00 min   | 12            | ausgeschieden   | ausgeschieden | 12     |
| Katerine Savard                                                                            | 200 m Schmetterling        | 2:11,05 min    | 19      | ausgeschieden | ausgeschieden | ausgeschieden   | ausgeschieden | 19     |
| Tera van Beilen                                                                            | 100 m Brust                | 1:07,85 min    | 16      | 1:07,48 min   | 8             | ausgeschieden   | ausgeschieden | 8      |
| Jillian Tyler                                                                              | 100 m Brust                | 1:07,81 min    | 15      | 1:07,87 min   | 14            | ausgeschieden   | ausgeschieden | 14     |
| Tera van Beilen                                                                            | 200 m Brust                | 2:27,70 min    | 21      | ausgeschieden | ausgeschieden | ausgeschieden   | ausgeschieden | 21     |
| Martha McCabe                                                                              | 200 m Brust                | 2:26,39 min    | 13      | 2:24,09 min   | 7             | 2:23,16 min     | 5             | 5      |
| Sinead Russell                                                                             | 100 m Rücken               | 1:00,10 min    | 13      | 1:00,57 min   | 16            | ausgeschieden   | ausgeschieden | 16     |
| Julia Wilkinson                                                                            | 100 m Rücken               | 59,94 s        | 7       | 59,91 s       | 9             | ausgeschieden   | ausgeschieden | 9      |
| Hilary Caldwell                                                                            | 200 m Rücken               | 2:10,75 min    | 18      | ausgeschieden | ausgeschieden | ausgeschieden   | ausgeschieden | 18     |
| Sinead Russell                                                                             | 200 m Rücken               | 2:09,04 min    | 7       | 2:08,76 min   | 8             | 2:09,86 min     | 8             | 8      |
| Erica Morningstar                                                                          | 200 m Lagen                | 2:14,32 min    | 17      | ausgeschieden | ausgeschieden | ausgeschieden   | ausgeschieden | 17     |
| Stephanie Horner                                                                           | 400 m Lagen                | 4:45,49 min    | 21      | –             | –             | ausgeschieden   | ausgeschieden | 21     |
| Victoria Poon Julia Wilkinson Heather MacLean Samantha Cheverton                           | 4 × 100-m-Freistil-Staffel | 3:39,60 min    | 11      | –             | –             | ausgeschieden   | ausgeschieden | 11     |
| Amanda Reason Brittany MacLean Barbara Jardin Samantha Cheverton                           | 4 × 200-m-Freistil-Staffel | 7:50,84 min    | 3       | –             | –             | 7:50,65 min     | 4             | 4      |
| Victoria Poon Sinead Russell Katerine Savard Julia Wilkinson Tera van Beilen Jillian Tyler | 4 × 100-m-Lagen-Staffel    | 4:02,71 min    | 12      | –             | –             | ausgeschieden   | ausgeschieden | 12     |
| Zsofia Balazs                                                                              | 10 km Freiwasser           | –              | –       | –             | –             | 2:01:17,8 h     | 18            | 18     |
| Männer                                                                                     |                            |                |         |               |               |                 |               |        |
| Brent Hayden                                                                               | 50 m Freistil              | 22,15 s        | 13      | 22,12 s       | 14            | ausgeschieden   | ausgeschieden | 14     |
| Brent Hayden                                                                               | 100 m Freistil             | 48,53 s        | 5       | 48,21 s       | 6             | 47,80 s         | 3             | Bronze |
| Blake Worsley                                                                              | 200 m Freistil             | 1:48,14 min    | 17      | ausgeschieden | ausgeschieden | ausgeschieden   | ausgeschieden | 17     |
| Ryan Cochrane                                                                              | 400 m Freistil             | 3:47,26 min    | 9       | –             | –             | ausgeschieden   | ausgeschieden | 9      |
| Ryan Cochrane                                                                              | 1500 m Freistil            | 14:49,41 min   | 3       | –             | –             | 14:39,63 min AR | 2             | Silber |
| Joseph Bartoch                                                                             | 100 m Schmetterling        | 53,09 s        | 27      | ausgeschieden | ausgeschieden | ausgeschieden   | ausgeschieden | 27     |
| David Sharpe                                                                               | 200 m Schmetterling        | 1:59,87 min    | 31      | ausgeschieden | ausgeschieden | ausgeschieden   | ausgeschieden | 31     |
| Scott Dickens                                                                              | 100 m Brust                | 59,85 s NR     | 7       | 1:00,16 min   | 16            | ausgeschieden   | ausgeschieden | 16     |
| Scott Dickens                                                                              | 200 m Brust                | 2:10,95 min    | 13      | 2:11,71 min   | 16            | ausgeschieden   | ausgeschieden | 16     |
| Charles Francis                                                                            | 100 m Rücken               | 54,08 s        | 13      | 54,42 s       | 15            | ausgeschieden   | ausgeschieden | 15     |
| Tobias Oriwol                                                                              | 200 m Rücken               | 1:58,06 min    | 11      | 1:58,74 min   | 14            | ausgeschieden   | ausgeschieden | 14     |
| Andrew Ford                                                                                | 200 m Lagen                | 2:00,28 min    | 16      | 2:01,58 min   | 15            | ausgeschieden   | ausgeschieden | 15     |
| Alec Page                                                                                  | 400 m Lagen                | 4:19,17 min    | 23      | –             | –             | ausgeschieden   | ausgeschieden | 23     |
| Brent Hayden Colin Russell Richard Hortness Thomas Gossland                                | 4 × 100-m-Freistil-Staffel | 3:16,42 min    | 10      | –             | –             | ausgeschieden   | ausgeschieden | 10     |
| Blake Worsley Colin Russell Richard Hortness Alec Page                                     | 4 × 200-m-Freistil-Staffel | 7:15,22 min    | 14      | –             | –             | ausgeschieden   | ausgeschieden | 14     |
| Charles Francis Scott Dickens Joseph Bartoch Brent Hayden                                  | 4 × 100-m-Lagen-Staffel    | 3:34,46 min    | 8       | –             | –             | 3:34,19 min     | 8             | 8      |
| Richard Weinberger                                                                         | 10 km Freiwasser           | –              | –       | –             | –             | 1:50:00,3 h     | 3             | Bronze |

### Segeln
Fleet Race
| Athleten                   | Wettbewerb      | Qualifikation | Qualifikation | Medal Race    | Medal Race    | Punkte | Rang |
| Athleten                   | Wettbewerb      | Punkte        | Rang          | Punkte        | Rang          | Punkte | Rang |
| -------------------------- | --------------- | ------------- | ------------- | ------------- | ------------- | ------ | ---- |
| Frauen                     |                 |               |               |               |               |        |      |
| Nikola Girke               | Windsurfen RS:X | 108           | 10            | 20            | 10            | 128    | 10   |
| Danielle Dube              | Laser Radial    | 220           | 27            | ausgeschieden | ausgeschieden | 220    | 27   |
| Männer                     |                 |               |               |               |               |        |      |
| Zachary Plavsic            | Windsurfen RS:X | 109           | 8             | 20            | 10            | 129    | 8    |
| Gregory Douglas            | Finn Dinghy     | 160           | 15            | ausgeschieden | ausgeschieden | 160    | 15   |
| Luke Ramsay Mike Leigh     | 470er           | 205           | 25            | ausgeschieden | ausgeschieden | 205    | 25   |
| David Wright               | Laser           | 225           | 23            | ausgeschieden | ausgeschieden | 225    | 23   |
| Hunter Lowden Gordon Cook  | 49er            | 183           | 16            | ausgeschieden | ausgeschieden | 183    | 16   |
| Tyler Bjorn Richard Clarke | Starboot        | 110           | 12            | ausgeschieden | ausgeschieden | 110    | 12   |

### Synchronschwimmen
| Athletinnen | Wettbewerb | Qualifikation     | Qualifikation     | Qualifikation  | Qualifikation  | Qualifikation | Qualifikation | Finale         | Finale         | Finale           | Finale           |
| Athletinnen | Wettbewerb | Technische Kür TK | Technische Kür TK | Freie Kür FK-Q | Freie Kür FK-Q | Gesamt        | Gesamt        | Freie Kür FK-F | Freie Kür FK-F | Gesamt TK + FK-F | Gesamt TK + FK-F |
| Athletinnen | Wettbewerb | Punkte            | Rang              | Punkte         | Rang           | Punkte        | Rang          | Punkte         | Rang           | Punkte           | Rang             |
| --- | ---------- | ----------------- | ----------------- | -------------- | -------------- | ------------- | ------------- | -------------- | -------------- | ---------------- | ---------------- |
| Frauen |            |                   |                   |                |                |               |               |                |                |                  |                  |
| Marie-Pierre Boudreau-Gagnon Élise Marcotte | Duett      | 94,500            | 4                 | 94,750         | 4              | 189,250       | 4             | 94,620         | 4              | 189,120          | 4                |
| Marie-Pierre Boudreau-Gagnon Stéphanie Durocher (Finale) Jo-Annie Fortin Chloé Isaac Stéphanie Leclair Tracy Little Élise Marcotte Karine Thomas (Qualifikation) Valérie Welsh | Gruppe     | 94,400            | 4                 | -              | -              | -             | -             | 95,230         | 4              | 189,630          | 4                |

### Taekwondo
| Athleten                  | Wettbewerb        | Achtelfinale | Achtelfinale | Viertelfinale | Viertelfinale | Halbfinale    | Halbfinale    | Hoffnungsrunde Halbfinale | Hoffnungsrunde Halbfinale | Hoffnungsrunde Finale | Hoffnungsrunde Finale | Finale        | Finale        | Rang |
| Athleten                  | Wettbewerb        | Gegner       | Ergebnis     | Gegner        | Ergebnis      | Gegner        | Ergebnis      | Gegner                    | Ergebnis                  | Gegner                | Ergebnis              | Gegner        | Ergebnis      | Rang |
| ------------------------- | ----------------- | ------------ | ------------ | ------------- | ------------- | ------------- | ------------- | ------------------------- | ------------------------- | --------------------- | --------------------- | ------------- | ------------- | ---- |
| Frauen                    |                   |              |              |               |               |               |               |                           |                           |                       |                       |               |               |      |
| Karine Sergerie           | Klasse bis 67 kg  | F. Azizova   | 1-0          | F. Anić       | 5-10          | ausgeschieden | ausgeschieden | ausgeschieden             | ausgeschieden             | ausgeschieden         | ausgeschieden         | ausgeschieden | ausgeschieden | 9    |
| Männer                    |                   |              |              |               |               |               |               |                           |                           |                       |                       |               |               |      |
| Sébastien Michaud         | Klasse bis 80 kg  | A. Jeremjan  | 4-8          | ausgeschieden | ausgeschieden | ausgeschieden | ausgeschieden | ausgeschieden             | ausgeschieden             | ausgeschieden         | ausgeschieden         | ausgeschieden | ausgeschieden | 11   |
| François Coulombe-Fortier | Klasse über 80 kg | G. Umarow    | 7-3          | D. Keïta      | 6-11          | ausgeschieden | ausgeschieden | ausgeschieden             | ausgeschieden             | ausgeschieden         | ausgeschieden         | ausgeschieden | ausgeschieden | 9    |

### Tennis
| Athleten                            | Wettbewerb | 1. Runde                      | 1. Runde  | 2. Runde      | 2. Runde        | Achtelfinale                | Achtelfinale    | Viertelfinale | Viertelfinale | Halbfinale    | Halbfinale    | Finale        | Finale        |
| Athleten                            | Wettbewerb | Gegner                        | Ergebnis  | Gegner        | Ergebnis        | Gegner                      | Ergebnis        | Gegner        | Ergebnis      | Gegner        | Ergebnis      | Gegner        | Ergebnis      |
| ----------------------------------- | ---------- | ----------------------------- | --------- | ------------- | --------------- | --------------------------- | --------------- | ------------- | ------------- | ------------- | ------------- | ------------- | ------------- |
| Frauen                              |            |                               |           |               |                 |                             |                 |               |               |               |               |               |               |
| Aleksandra Wozniak                  | Einzel     | M. Eraković                   | 6:2, 6:1  | V. Williams   | 1:6, 3:6        | ausgeschieden               | ausgeschieden   | ausgeschieden | ausgeschieden | ausgeschieden | ausgeschieden | ausgeschieden | ausgeschieden |
| Stéphanie Dubois Aleksandra Wozniak | Doppel     | J. Schwedowa / G. Woskobojewa | 2:6, 0:6  | –             | –               | ausgeschieden               | ausgeschieden   | ausgeschieden | ausgeschieden | ausgeschieden | ausgeschieden | ausgeschieden | ausgeschieden |
| Männer                              |            |                               |           |               |                 |                             |                 |               |               |               |               |               |               |
| Milos Raonic                        | Einzel     | T. Itō                        | 6:3, 6:4  | J.-W. Tsonga  | 3:6, 6:3, 23:25 | ausgeschieden               | ausgeschieden   | ausgeschieden | ausgeschieden | ausgeschieden | ausgeschieden | ausgeschieden | ausgeschieden |
| Vasek Pospisil                      | Einzel     | D. Ferrer                     | 4:6, 4:6  | ausgeschieden | ausgeschieden   | ausgeschieden               | ausgeschieden   | ausgeschieden | ausgeschieden | ausgeschieden | ausgeschieden | ausgeschieden | ausgeschieden |
| Daniel Nestor Vasek Pospisil        | Doppel     | H. Tecău / A. Ungur           | 6:3, 7:69 | –             | –               | J. Tipsarević / N. Zimonjić | 4:6, 7:65, 9-11 | ausgeschieden | ausgeschieden | ausgeschieden | ausgeschieden | ausgeschieden | ausgeschieden |

### Tischtennis
| Athleten                            | Wettbewerb | 1. Runde                      | 1. Runde                      | 2. Runde                      | 2. Runde                      | 3. Runde                      | 3. Runde                      | 4. Runde                      | 4. Runde                      | Viertelfinale                 | Viertelfinale                 | Halbfinale                    | Halbfinale                    | Finale                        | Finale                        |
| Athleten                            | Wettbewerb | Gegner                        | Ergebnis                      | Gegner                        | Ergebnis                      | Gegner                        | Ergebnis                      | Gegner                        | Ergebnis                      | Gegner                        | Ergebnis                      | Gegner                        | Ergebnis                      | Gegner                        | Ergebnis                      |
| ----------------------------------- | ---------- | ----------------------------- | ----------------------------- | ----------------------------- | ----------------------------- | ----------------------------- | ----------------------------- | ----------------------------- | ----------------------------- | ----------------------------- | ----------------------------- | ----------------------------- | ----------------------------- | ----------------------------- | ----------------------------- |
| Frauen                              |            |                               |                               |                               |                               |                               |                               |                               |                               |                               |                               |                               |                               |                               |                               |
| Zhang Mo                            | Einzel     | Hu M.                         | 4-3                           | Li Q.                         | 1-4                           | ausgeschieden                 | ausgeschieden                 | ausgeschieden                 | ausgeschieden                 | ausgeschieden                 | ausgeschieden                 | ausgeschieden                 | ausgeschieden                 | ausgeschieden                 | ausgeschieden                 |
| Männer                              |            |                               |                               |                               |                               |                               |                               |                               |                               |                               |                               |                               |                               |                               |                               |
| André Ho                            | Einzel     | in der Vorrunde ausgeschieden | in der Vorrunde ausgeschieden | in der Vorrunde ausgeschieden | in der Vorrunde ausgeschieden | in der Vorrunde ausgeschieden | in der Vorrunde ausgeschieden | in der Vorrunde ausgeschieden | in der Vorrunde ausgeschieden | in der Vorrunde ausgeschieden | in der Vorrunde ausgeschieden | in der Vorrunde ausgeschieden | in der Vorrunde ausgeschieden | in der Vorrunde ausgeschieden | in der Vorrunde ausgeschieden |
| Pierre-Luc Hinse                    | Einzel     | Matīss Burģis                 | 3-4                           | ausgeschieden                 | ausgeschieden                 | ausgeschieden                 | ausgeschieden                 | ausgeschieden                 | ausgeschieden                 | ausgeschieden                 | ausgeschieden                 | ausgeschieden                 | ausgeschieden                 | ausgeschieden                 | ausgeschieden                 |
| André Ho Pierre-Luc Hinse Wang Zhen | Mannschaft | Japan                         | 0-3                           | –                             | –                             | –                             | –                             | –                             | –                             | ausgeschieden                 | ausgeschieden                 | ausgeschieden                 | ausgeschieden                 | ausgeschieden                 | ausgeschieden                 |

### Triathlon
| Athleten        | Wettbewerb | Zeit      | Rang       |
| --------------- | ---------- | --------- | ---------- |
| Frauen          |            |           |            |
| Paula Findlay   | Einzel     | 2:12:09 h | 52         |
| Kathy Tremblay  | Einzel     | –         | aufgegeben |
| Männer          |            |           |            |
| Kyle Jones      | Einzel     | 1:49:58 h | 25         |
| Brent McMahon   | Einzel     | 1:50:03 h | 27         |
| Simon Whitfield | Einzel     | –         | aufgegeben |

### Turnen

#### Gerätturnen
| Athleten                                                                   | Wettbewerb           | Qualifikation | Qualifikation | Finale        | Finale        | Rang |
| Athleten                                                                   | Wettbewerb           | Punkte        | Rang          | Punkte        | Rang          | Rang |
| -------------------------------------------------------------------------- | -------------------- | ------------- | ------------- | ------------- | ------------- | ---- |
| Frauen                                                                     |                      |               |               |               |               |      |
| Ellie Black                                                                | Boden                | 14,233        | 15            | ausgeschieden | ausgeschieden | 15   |
| Ellie Black                                                                | Schwebebalken        | 13,966        | 26            | ausgeschieden | ausgeschieden | 26   |
| Ellie Black                                                                | Sprung               | 14,366        | 8             | 0,000         | 8             | 8    |
| Victoria Moors                                                             | Boden                | 14,100        | 20            | ausgeschieden | ausgeschieden | 20   |
| Victoria Moors                                                             | Schwebebalken        | 11,266        | 79            | ausgeschieden | ausgeschieden | 79   |
| Victoria Moors                                                             | Stufenbarren         | 13,833        | 33            | ausgeschieden | ausgeschieden | 33   |
| Dominique Pegg                                                             | Boden                | 14,233        | 14            | ausgeschieden | ausgeschieden | 14   |
| Dominique Pegg                                                             | Stufenbarren         | 13,725        | 35            | ausgeschieden | ausgeschieden | 35   |
| Dominique Pegg                                                             | Einzelmehrkampf      | 55,657        | 18            | ausgeschieden | ausgeschieden | 18   |
| Brittany Rogers                                                            | Schwebebalken        | 13,566        | 34            | ausgeschieden | ausgeschieden | 34   |
| Brittany Rogers                                                            | Stufenbarren         | 14,500        | 16            | ausgeschieden | ausgeschieden | 16   |
| Brittany Rogers                                                            | Sprung               | 14,483        | 7             | 14,483        | 7             | 7    |
| Kristina Vaculik                                                           | Boden                | 13,800        | 30            | ausgeschieden | ausgeschieden | 30   |
| Kristina Vaculik                                                           | Schwebebalken        | 11,300        | 78            | ausgeschieden | ausgeschieden | 78   |
| Kristina Vaculik                                                           | Sprung               | 13,800        | 11            | ausgeschieden | ausgeschieden | 11   |
| Kristina Vaculik                                                           | Stufenbarren         | 14,366        | 18            | ausgeschieden | ausgeschieden | 18   |
| Kristina Vaculik                                                           | Einzelmehrkampf      | 53,566        | 32            | ausgeschieden | ausgeschieden | 32   |
| Ellie Black Victoria Moors Dominique Pegg Brittany Rogers Kristina Vaculik | Mannschaftsmehrkampf | 167,696       | 8             | 170,804       | 5             | 5    |
| Männer                                                                     |                      |               |               |               |               |      |
| Nathan Gafuik                                                              | Reck                 | 13,866        | 46            | ausgeschieden | ausgeschieden | 46   |

#### Rhythmische Sportgymnastik
| Athletinnen                                                                                      | Wettbewerb           | Qualifikation | Qualifikation | Finale        | Finale        | Rang |
| Athletinnen                                                                                      | Wettbewerb           | Punkte        | Rang          | Punkte        | Rang          | Rang |
| ------------------------------------------------------------------------------------------------ | -------------------- | ------------- | ------------- | ------------- | ------------- | ---- |
| Frauen                                                                                           |                      |               |               |               |               |      |
| Katrina Cameron Rose Cossar Alexandra Landry Anastasiya Muntyanu Anjelika Reznik Kelsey Titmarsh | Mehrkampf Mannschaft | 48,025        | 11            | ausgeschieden | ausgeschieden | 11   |

#### Trampolinturnen
| Athleten            | Wettbewerb | Qualifikation | Qualifikation | Finale | Finale | Rang |
| Athleten            | Wettbewerb | Punkte        | Rang          | Punkte | Rang   | Rang |
| ------------------- | ---------- | ------------- | ------------- | ------ | ------ | ---- |
| Frauen              |            |               |               |        |        |      |
| Karen Cockburn      | Einzel     | 103,945       | 5             | 55,860 | 4      | 4    |
| Rosannagh MacLennan | Einzel     | 104,450       | 4             | 57,305 | 1      | Gold |
| Männer              |            |               |               |        |        |      |
| Jason Burnett       | Einzel     | 109,065       | 6             | 6,715  | 8      | 8    |

### Wasserspringen
| Athleten                         | Wettbewerb            | Vorkampf | Vorkampf | Halbfinale    | Halbfinale    | Finale        | Finale        | Rang   |
| Athleten                         | Wettbewerb            | Punkte   | Rang     | Punkte        | Rang          | Punkte        | Rang          | Rang   |
| -------------------------------- | --------------------- | -------- | -------- | ------------- | ------------- | ------------- | ------------- | ------ |
| Frauen                           |                       |          |          |               |               |               |               |        |
| Émilie Heymans                   | Kunstspringen 3 m     | 337,20   | 6        | 331,35        | 8             | 295,20        | 12            | 12     |
| Jennifer Abel                    | Kunstspringen 3 m     | 344,15   | 4        | 353,25        | 4             | 343,00        | 6             | 6      |
| Meaghan Benfeito                 | Turmspringen 10 m     | 325,50   | 10       | 359,90        | 2             | 345,15        | 11            | 11     |
| Roseline Filion                  | Turmspringen 10 m     | 314,85   | 17       | 329,60        | 8             | 349,10        | 10            | 10     |
| Émilie Heymans Jennifer Abel     | Synchronspringen 3 m  | -        | -        | -             | -             | 316,80        | 3             | Bronze |
| Meaghan Benfeito Roseline Filion | Synchronspringen 10 m | -        | -        | -             | -             | 337,62        | 3             | Bronze |
| Männer                           |                       |          |          |               |               |               |               |        |
| François Imbeau-Dulac            | Kunstspringen 3 m     | 449,30   | 12       | 440,20        | 13            | ausgeschieden | ausgeschieden | 13     |
| Alexandre Despatie               | Kunstspringen 3 m     | 458,55   | 9        | 472,80        | 8             | 413,35        | 11            | 11     |
| Eric Sehn                        | Turmspringen 10 m     | 363,90   | 29       | ausgeschieden | ausgeschieden | ausgeschieden | ausgeschieden | 29     |
| Riley McCormick                  | Turmspringen 10 m     | 452,75   | 11       | 495,60        | 12            | 493,35        | 11            | 11     |
| Alexandre Despatie Reuben Ross   | Synchronspringen 3 m  | -        | -        | -             | -             | 421,83        | 6             | 6      |